# Nicosia
Nicosia (greacă: Λευκωσία, turcă: Lefkoşa) este capitala Ciprului, fiind cel mai mare oraș al acestuia, cu aproximativ 224.500 de locuitori în partea greacă și 84.893 de locuitori în partea turcă. 
Situată pe râul Pedieos, Nicosia este centrul unui sector administrativ, și în prezent este singura capitală divizată din lume, partea nordică (turcească) și partea sudică (grecească) fiind despărțite de o "Linie Verde", o zonă demilitarizată menținută de ONU. Orașul este un centru comercial, care produce textile, piele, ceramică, plastic și alte produse. Mine de cupru se află în apropiere.
Cunoscut sub numele de Ledra sau Ledrae în antichitate, orașul devine scaunul regilor Ciprului în 1192. În 1489 a intrat sub autoritatea Republicii Venețiene și a fost ocupată de Imperiul Otoman în 1571. Nicosia a fost scena unor violențe extreme înainte de dobândirea independenței, urmând ca după invazia turcească din 1974, o parte din sectorul nordic să fie izolată printr-o graniță și să se transforme într-o zonă tampon a Națiunilor Unite.

## Monumente
- Moscheea Ömeriye, fostă mănăstire a Ordinului Sfântului Augustin (sec. al XIV-lea)
- Moscheea Selimiye din Nicosia, fostă catedrală romano-catolică, cel mai mare edificiu gotic din Cipru (sec. al XIII-lea)

## Personalități născute aici
- Kamran Aziz (1922 - 2017), compozitoare, farmacistă turcă.